# ماركو منكوف
ماركو مينكوف (1909-1987) باحث شكسبير وأستاذ الدراسات الإنجليزية في جامعة صوفيا.
ولد مينكوف في 15 يوليو 1909 في تشامكوريا (الآن ساموكوف، بلغاريا). مع منحة هومبولت أكمل أطروحة الدكتوراه في جامعة برلين في عام 1933. من عام 1951 إلى عام 1974 كان رئيسا لقسم اللغة الإنكليزية في جامعة صوفيا. على مر السنين، قام بتدريس دورات في قواعد اللغة والصوتيات والأسلوب وتاريخ الأدب الإنجليزي، وكتب العديد من الكتب المدرسية والدراسات. ومع ذلك كان موضوعه الرئيسي دراما عصر النهضة الإنجليزية، التي كتب عنها العديد من المقالات. أكسبه عمله الاعتراف وأصبح عضوا في مجالس تحرير شكسبير الاستطلاعية، شكسبير الفصلية، دراسات شكسبير، وعدد قليل من المجلات العلمية الأخرى. في عام 1966 منحه معهد شكسبير في جامعة برمنغهام لقب فخري. وصدر في عام 2009 مجلد تذكاري يتضمن بعض مواد السيرة الذاتية ونسخا بالفاكس لخمسة وعشرين من أوراقه بمناسبة مرور مائة عام على ولادته.